# أعجوبة (رواية)
الأعجوبة (بالإنجليزية: (Wonder) هي رواية أطفال للمؤلفة الأمريكية راكويل جارامايلو الملقبة بـ ر. جي بلاسيو. تم إصدارها في 14 فبراير سنة 2013. وتُعتبر إحدى أنجح الكتب الخاصة بالأطفال والبالغين، وقد أدرجت في المنهج التعليمي للصف الخامس في الولايات المتحدة الأمريكية. في عام 2016، أُنتج فيلم سينمائي مقتبس عن الرواية من بطولة جوليا روبرتس.
كتبت ر. جي بلاسيو رواية الأعجوبة على إثر حادثة وقعت لابنها عندما لاحظ فتاة مشوهة الوجه، فشرع بالبكاء، قامت بلاسيو بأخذ طفلها بعيدًا عن الموقف لكي لا تغضب الفتاة وأهلها. لكن ما جعل الموقف أكثر تأثيراً إلهاماً صدور أغنية وندر أو الأعجوبة للمغنية مارياميرتشانت مما جعل بلاسكو تدرك أن الحادثة كان من الممكن أن تصبح درساً قيِّماً. ألهمت كلمات الأغنية بلاسيو فبدأت بالكتابة. سمت بلاسكو كتابها باسم الأغنية، فوضعت مقطع الجوقة من الأغنية مقدمةً للفصل الأول من الرواية.

## الحبكة
أغست بولمان أو كما يدعونه «اوغي» فتىً بالصف الخامس، يعيش في نورث ريفر في مانهاتن مع أهله ويتلقى تعليمه في المنزل. لديه عارضٌ صحيٌ يُسمى بمتلازمة تريتشر كولنز أو «خلل تعظم الوجه والفك» والتي جعلت وجهه مشوهًا. بسبب حالته، فإن أوغست ظل يتلقى تعليمه في المنزل على يد والدته، رغم ذلك، أرادت والدته أن يكتشف عالمًا أكبر، لذلك قاموا بتسجيله في مدرسة بيتشر بريب الإعدادية الخاصة ليبدأ الصف الخامس. أوغست لديه أختٌ كبرى تُدعى أوليفيا بولمان، والتي لطالما ما وضعت احتياجات أخيها قبلها. في يومه الدراسي الأول يحاول أوغست ألا يُلفت الأنظار تجاهه، ولكن محاولاته بلا جدوى، فجوليان، وهو طالبٌ قد وكله المدير بمساعدة أوغست في المدرسة، قام فورًا بالتنمر على أوغست بسبب مظهره. ارتفعت آمال أوغست لاحقًا عندما كوّن صداقاتٍ مع زملائه بالصف، وهم جاك وسمر، الذين ظلوا يدافعون عنه ضد سخرية جوليان. تتشابك الأحداث عندما يكتشف أوغست أن صديقه جاك سيشارك بالتنمر عليه، حينها يقوم أوغست بعزل نفسه عن عائلته وأصدقائه ويثور غضب أخته أوليفيا بالإضافة إلى شعورها بالإهمال من عائلتها لسنين.
مع عودة أوغست للمدرسة يقوم بتجاهل جاك ويخبر سمر عما سمعه، فيشعر جاك بالخجل من فعلته، فيقوم بلكم جوليان في وجهه، ويعاقب بالفصل المؤقت من المدرسة، وخلال إجازة الشتاء يتصالح أوغست مع جاك. مع عودة الدراسة يواجه أوغست تنمرًا خطيرًا والذي امتد لجاك أيضًا. يقوم جوليان بجعل عدة أصدقاءٍ له يقفون ضد أوغست وجاك. لذلك تصرح أم جوليان بقلقها بشأن حضور أوغست للمدرسة لأن مظهره قد يكون عبءً كبيرًا للطلاب الآخرين لتحمله. تخبر أوليفيا والدتها أنها لا تريد من أوغست أن يحضر مسرحيتها في المدرسة لأنها كانت مرتاحة أن لا أحد في مدرستها الجديدة يعلم بشأن حالة أخيها، حينها سمع أوغست كلام أوليفيا بالصدفة فخرج من الغرفة غاضبًا لأن أوليفيا أيضًا لا تريد من أصدقائها الجدد أن يروه. حينها تبدأ ميراندا صديقة أوليفيا بتجاهلها لأسبابٍ لا تعلمها أوليفيا. كلٌ من أوليفيا وميراندا تقدموا لتجارب الأداء لدور الشخصية الرئيسية في المسرحية، وتحصل ميراندا عليه، ومع ذلك في ليلة العرض ترى ميراندا عائلة أوليفيا ضمن الحضور، فتدّعي المرض لكي تلعب أوليفيا الدور بدلًا عنها، لأنها كانت بديلتها، ويتم الكشف لاحقًا أن ميرندا (الطفلة الوحيدة المتأثرة بانفصال والديها) شعرت بالعزلة في المخيم الصيفي، فقامت بالتظاهر ان أوغست أخيها لكي تحصل على الشفقة وتكوّن صداقاتٍ من المخيمين الآخرين، وشعور ميراندا بالذنب لما فعلته جعلها تتفادى أوليفيا، ولكن بجعل أوليفيا تلعب الدور الرئيسي فقد أعطى سببًا لجعل الفتاتين تتصالحان.
احتفلت عائلة أولفيا بأخذ الفتاتين للعشاء خارجاً. في نهاية سنة أوغست الدراسية تمت دعوة جميع الطلاب لرحلةٍ لمدة ثلاثة أيامٍ إلى محميةٍ طبيعيةٍ، ولكن أوغست كان قلقًا من الذهاب في بداية الأمر، ولكن عندما علم أن جوليان لن يكون موجودًا (لأنه تمت معاقبته لمدة أسبوعين بسبب شغبه)، قرر أوغست أن يرافق أصدقائه إلى الرحلة، وحظي أوغست بوقتٍ ممتعٍ حتى الليلة الأخيرة، عندما ذهب هو وجاك إلى الغابة للاستكشاف، وحينها هاجمهم فتيان من الصف السابع، وسخروا من أوغست وبدأوا بضربه هو وجاك، وحينها وجدهم بعض أصدقاء جوليان، فحاربوا ضد المتنمرين، وبعد ذلك بدأ أوغست بالتقرب من هؤلاء الذين ساعدوهم بعد هذا الموقف. بحلول العطلة الصيفية، يشعر أوغست بالارتياح بعد سماعه أن جوليان لن يعود إلى المدرسة. في حفل التخرج تم تكريم أوغست بميدالية هنري وارد بيتشر لكونه كان بارزًا ومميزًا خلال السنة الدراسية. علقت والدة أوغست من شدة فخرها بأن ابنها «أعجوبة».

## الإقبال
تلقى الكتاب تعليقاتٍ إيجابيةً من النقاد. المورد الأصلي كومون سنس ميديا أعطت الأعجوبة أربع نجمات من أصل خمسة، واصفة إياها بأنها «حكايةٌ مؤثرةٌ محركةٌ للمشاعر، عن صبيٍ مشوهٍ ذو جمالٍ داخليٍ». قالت مجلة انترتينمنت ويكلي: «في ظهورها لأول مرةٍ، كتب بالاسيو صفحةً مملوءةً بشخصياتٍ لا يمكنك إلا أن تهتف لها». وصفتها صحيفة نيويورك تايمز بأنها «مؤثرةٌ، ولا تنسى أوقي وبقية الأطفال الذين هم القلب الحقيقي للرواية، وقد قامت بالاسيو بتضمين أصوات الفتيات والفتيان وطلاب الصف الخامس والمراهقين بمهارةٍ متساويةٍ».

## الجوائز
كانت رواية الأعجوبة في قائمة أفضل المبيعات لصحيفة نيويورك تايمز. وكانت أيضًا على القائمة الرئيسية لجائزة تيكساس بلوبونت. كان الكتاب فائزًا بجائزة Maine Student Book Award لعام 2014، وجائزة كتاب دوروثي كانفيلد فيشر للأطفال في فيرمونت، وجائزة مارك تيوان لعام 2015، Hawaii's 2015 Nene Award ، وجائزة Young Young Reader's Choice لعام 2015. في إلينوي، فازت بجائزتي Bluestem و Caudill في عام 2014.

## المبيعات
تمت ترجمة الرواية المكتوبة باللغة الإنجليزية إلى 29 لغة أخرى للمبيعات العالمية: الإسبانية، والكتالونية، واليابانية، والألمانية، والفرنسية، والبرتغالية، والدنماركية، والتشيكية، والصربية، والعربية، والعبرية، والنرويجية، والأيسلندية، والسويدية، والفاروية، والتركية، والهولندية، والفارسية، والإيطالية، والفنلندية، والروسية، والكورية، والصينية، والأوكرانية، والبولندية، والكرواتية، واليونانية، والرومانية، والفيتنامية، والسلوفانية.
نُشرت الرواية لأول مرةٍ في عام 2012 على يد ألفريد أ. كنوبف (الذي أصبح الآن جزءًا من (بنقون راندوم هاوس). وكانت الرواية لا تزال من الأفضل مبيعًا للشركة في عام 2017، عندما باعت 5 ملايين نسخةً في وحدات الكتب، والكتب الإلكترونية المدمجة في الولايات المتحدة وحدها .
الفيلم المستوحى من الكتاب وندر (الأعجوبة) أخرجه ستيفن تشبوسكي، وكتبه ستيف كونراد. من بطولة جوليا روبرتس وأوين ويلسون في دور إيزابيل ونات بولمان، وجاكوب ترمبلي في أوغست. تم إصداره في 17 نوفمبر 2017 بواسطة Lionsgate.

## كتب ذات صلة
(أوقي وأنا) كتاب أوقي وأنا ليست تكملةً للقصة ولكن كتابٌ مصاحبٌ لرواية الأعجوبة. يحتوي الكتاب على ثلاث قصصٍ كل قصةٍ تحكي أحداث الأعجوبة من وجهات نظرٍ مختلفةٍ. القصة الأولى تدعى «فصل جوليان»، التي تحكي القصة من وجهة نظر متنمر المدرسة جوليان، وفيها يفسر جوليان لم كان يسيء معاملة أوغست، وإذا كان سوف يغير من نفسه.
القصة الثانية (بلوتو) والتي تركز على حياة اوقي قبل انضمامه لمدرسة بيشتر بريب. ويحكى القصة كريستوفر، وهو أقدم أصدقاء اوقست. والقصة الثالثة «شينقالينق»، وتحكى من وجة نظر زميلة أوغستفي الفصل، تشارلوت، التي في رواية الأعجوبة كانت جيد لأقوست، ولكن ليست لطيفةً بما يكفي من أجله. وتركز القصة على الأحداث التي كانت تجري بين الفتيات في صف اوقست، منهنّ هيمنا شين، وسمر داوسون، ومايا ماركوتز، ويتكيف أوغستأخيرًا مع مدرسته بمساعدة أصدقائه الجدد. 365 يوما من العجب في الأعجوبة، قام السيد براون بعمل مبدءٍ لكل شهرٍ، و365 يومًا من العجب تنص على 365 مبادئ مختلفةٍ تم جمعها على يد السيد براون، وكما أنها تتضمن أفكارًا وآراءًا للسيد براون بعد كل شهرٍ في الكتاب.
(نحن جميعًا عجائب)، في هذا الكتاب المصوّر القصير، يتحدث أوقي عن حياته قبل كتاب «الأعجوبة». يركز أوقي في هذه القصة حول كيف أننا جميعًا عجائب، وأوغستيرتدي خوذة رائد الفضاء في معظم الوقت.